# Analogue (All I Want)
«Analogue (All I Want)» es el tercer sencillo, primero en Reino Unido, del octavo álbum de estudio de a-ha, Analogue.
Fue lanzado en Alemania el 30 de diciembre de 2005, en Reino Unido el 23 de enero de 2006 y el Noruega el 30 de enero de 2006.
Rebautizada con este nombre en el sencillo, la canción es la cuarta pista del álbum titulada simplemente Analogue. El cambio de título se debe a que la estrofa en la que aparece la palabra fue eliminada de la versión del álbum (y del sencillo) y que las tres primeras palabras del estribillo son "All I want".
La canción iba a ser titulada en un principio Minor Key Sonata e iba a presentar estribillo y letra diferentes (en esta versión sí figuraba en la letra la palabra "analogue"). No obstante se optó como canción definitiva la versión que aparece en el álbum y el sencillo. No obstante, lejos de desaparecer, Minor Key Sonata fue incluida en el sencillo.
El sencillo también incluye el tema inédito Case Closed On Silver Shore.

## Temas del sencillo
El sencillo salió a la venta en CD y en edición muy limitada de 7" sólo en Reino Unido. Los temas dependiendo del formato y del lugar varían.

### Sencillo 7"
Lanzado sólo en Reino Unido en edición muy limitada. Contiene dos temas:
- 1. «Analogue (All I Want)» [Álbum Versión] (3:48)
- 2. «Case Closed On Silver Shore» (4:28)

### Sencillo en CD
Fue lanzado en Alemania, Noruega y Reino Unido además de ediciones promocionales en varios países.

#### Edición de promoción
Lanzada en Alemania, Reino Unido, Suecia y Ucrania:
- 1. Analogue (All I Want)

La edición de promoción de Polonia es diferente e incluye (también) sólo un tema pero se trata del Radio Edit (3:51) de Analogue.

#### Edición comercial
Para Noruega, Alemania y Reino Unido. La lista de temas varía:
Reino Unido:
- 1. «Analogue (All I Want)» (Álbum Versión)^
- 2. «Case Closed On Silver Shore»

Reino Unido (edición limitada):
- 1. «Analogue (All I Want)» (Álbum Versión)
- 2. «Minor Key Sonata» (Analogue) (4:34)
- 3. «Keeper Of The Flame» (Live at Frognerparken)
- 4. «Analogue (All I Want)» (Video)

Noruega:
- 1. «Analogue (All I Want)» (Álbum Versión)
- 2. «Minor Key Sonata» (Analogue)

Noruega / Alemania (edición limitada):
- 1. «Analogue (All I Want)» (Álbum Versión)
- 2. «Minor Key Sonata» (Analogue)
- 3. «Analogue (All I Want)» (Live at Frognerparken)
- 4. «Analogue (All I Want)» (Versión instrumental)
- 5. «Case Closed On Silver Shore»
- + a-ha desktop player (incl. video)

- Datos: Q3327021